# Thessalien (griechische Region)
Die Region Thessalien (griechisch Περιφέρεια Θεσσαλία Periféria Thessalía) liegt in Griechenland südlich der Region Makedonien und nördlich der Region Mittelgriechenland. Im Westen grenzt sie an die Region Epirus (neugriech. Ipiros). Das Gebiet ist ähnlich der historischen griechischen Landschaft Thessalien.

## Geographie

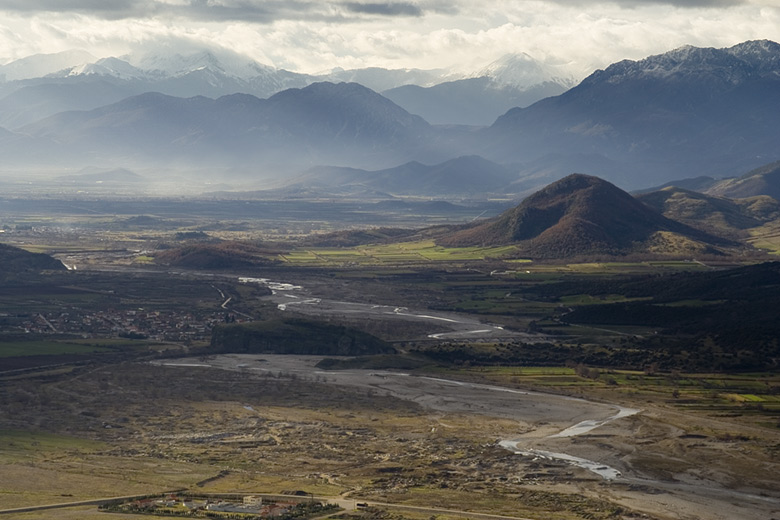
Blick auf die Ebene von Thessalien mit dem Fluss Pinios

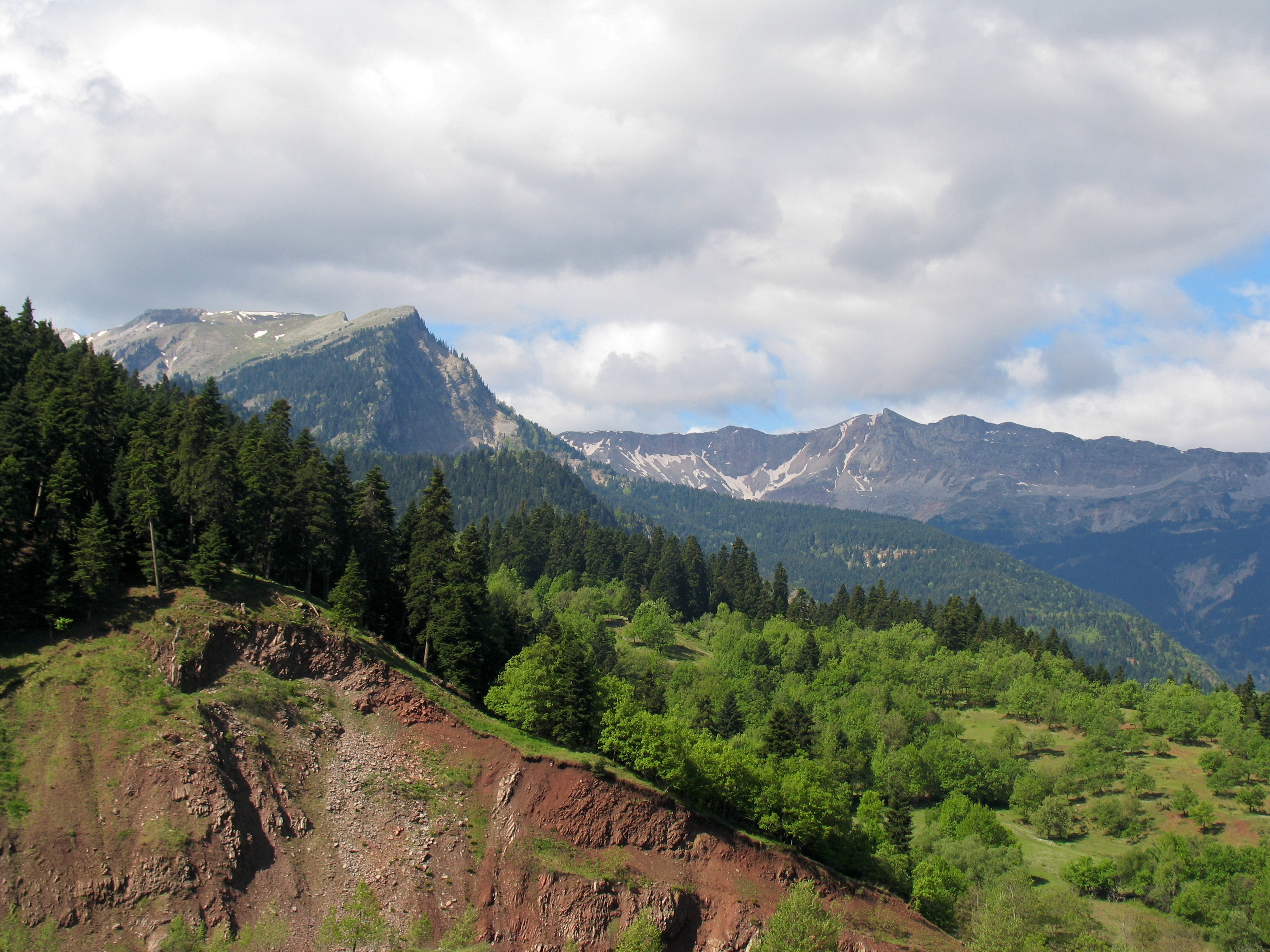
Pindos-Gebirge nördlich des Dorfes Neraidochori im Regionalbezirk Trikala

Thessalien hat eine Fläche von 14.052 km² und eine Bevölkerung von 732.772 Einwohnern (im Jahr 2011). Die Hauptflüsse durch die thessalische Ebene sind der Titarisios und der Pinios.
Hauptstadt der Region ist Larisa mit 146.926 Einwohnern im Jahr 2011.

## Geschichte
Siehe Thessalien#Geschichte

## Regionalbezirke und Gemeinden
Die Region Thessalien gliedert sich in fünf Regionalbezirke (Ez. gr. periferiaki enotita). Proportional zu deren Einwohnerzahl entsenden sie eine bestimmte Anzahl Abgeordneter in den 45-köpfigen Regionalrat. Drei der Bezirke entsprechen den Gebieten ehemaliger Präfekturen, aus der Präfektur Magnisia wurden die drei Gemeinden der Nördlichen Sporaden ausgegliedert, die einen eigenen Regionalbezirk erhielten, der einen Abgeordneten in den Regionalrat entsendet.
| Regionalbezirk | Einwohner 2011 | Einwohner 2021 | Sitze | Gemeinden                                                     |
| -------------- | -------------- | -------------- | ----- | ------------------------------------------------------------- |
| Karditsa       | 113.544        | 106.305        | 7     | Argithea, Karditsa, Limni Plastira, Mouzaki, Palamas, Sofades |
| Larisa         | 284.325        | 268.963        | 17    | Agia, Elassona, Farsala, Kileler, Larisa, Tembi, Tyrnavos     |
| Magnisia       | 190.010        | 177.448        | 12    | Almyros, Notio Pilio, Rigas Fereos, Volos, Zagora-Mouresi     |
| Sporaden       | 13.798         | 13.458         | 1     | Alonissos, Skiathos, Skopelos                                 |
| Trikala        | 131.085        | 122.081        | 8     | Farkadona, Meteora, Pyli, Trikala                             |
| Thessalien     | 732.762        | 688.255        | 45    |                                                               |

## Wirtschaft
Im Vergleich mit dem BIP der EU ausgedrückt in Kaufkraftstandards erreicht Thessalien einen Index von 90,01 (EU-25:100) (2003). Im Jahr 2017 betrug die Arbeitslosenquote 20,6 %.

## Bildung
Siehe Universität Thessalien